# Parisiennes habillées en Algériennes
Parisiennes habillées en Algériennes – ou Intérieur de harem à Montmartre – est un tableau réalisé par le peintre français Auguste Renoir en 1872. Cette huile sur toile figure quatre femmes assises dans un intérieur décoré à l'orientale à Montmartre, des Parisiennes vêtues comme des Algériennes pour servir de modèles à la représentation d'un harem. Passée par la galerie Bernheim-Jeune puis celle de Paul Durand-Ruel, l'œuvre fait partie depuis avril 1959 des collections du musée national de l'Art occidental, à Tokyo, au Japon.